# Mykola Hlibovyckyj
Mykola Hlibovyckyj, cyrilicí Микола Глібовицький, též Nikolaus Hlibowizki (9. prosince 1876 Čeremchiv – 18. listopadu 1918 Lisna Slobidka), byl rakouský politik ukrajinské (rusínské) národnosti z Haliče, na počátku 20. století poslanec Říšské rady.

## Biografie
Pocházel z rodiny děkana a faráře. Navštěvoval národní školu Černovicích a gymnázium v Kolomyji. Absolvoval právnickou fakultu Vídeňské univerzity. Uvádí se jako kandidát advokacie v Zoločivě.
Jako politik byl orientován moskofilsky (prorusky). Počátkem 20. století se společně s českým politikem Karlem Kramářem a Slovincem Ivanem Hribarem podílel na koncepci novoslovanství. V roce 1900 spoluzakládal starorusínskou Národní stranu. Napsal několik politických studií, též prózu a poezii, a přispíval do tisku. Byl redaktorem rusofilských lvovských listů Halyčanyn a Ruskoje slovo. Na počátku první světové války čelil pronásledování z politických důvodů a byl internován.
Působil také coby poslanec Říšské rady (celostátního parlamentu Předlitavska), kam usedl ve volbách do Říšské rady roku 1907, konaných poprvé podle všeobecného a rovného volebního práva. Byl zvolen za obvod Halič 63. Po volbách roku 1907 byl uváděn coby člen poslaneckého Starorusínského klubu.